# Elkton (Kentucky)
Elkton è un comune statunitense, sito nello stato del Kentucky, Contea di Todd, della quale è il capoluogo.

## Storia
La cittadina venne fondata dal maggiore John Gray e dichiarata tale dall'Assemblea del Kentucky nel 1820, ma la sua incorporazione ebbe luogo solo nel 1843. Prende il nome da un vicino abbeveratoio che ospitava una mandria di wapiti.